# خارکه
خارکه (به اسپانیایی: Jarque) یک دهستان در اسپانیا است که در استان ساراگوسا واقع شده‌است. خارکه ۴۳ کیلومتر مربع مساحت و ۵۵۶ نفر جمعیت دارد.